# Constantine Phipps, 1:e markis av Normanby
Constantine Henry Phipps, 1:e markis av Normanby, född den 15 maj 1797, död den 28 juli 1863, var en brittisk politiker och författare.

## Biografi
Constantine Phipps var son till Henry Phipps, 1:e earl av Mulgrave och far till George Phipps, 2:e markis av Normanby.
Han invaldes, nyss myndig, 1818 i underhuset, där han slöt sig till liberalerna och uppträdde för en grundlig parlamentsreform och katolikernas emancipation, vilket nödgade honom att nedlägga det i släktens ägo varande mandatet. I underhuset återinträdde han 1822, slöt sig från 1826 till Cannings politik, tog efter faderns död 1831 som lord Mulgrave säte i överhuset och var 1832–1834 guvernör på Jamaica.
År 1834 fick han som lordsigillbevarare säte i Melbournes första kabinett och tillhörde 1835–1839 dennes andra ministär som lordlöjtnant på Irland. Genom en lugn och rättvis styrelse bidrog han väsentligt till ordningens upprättande på ön och belönades 1838 därför med markisvärdighet av Normanby. År 1839 efterträdde han lord Glenelg som krigs- och kolonialminister, men erhöll i augusti samma år i stället inrikesministerportföljen.
Constantine Phipps avgick med den övriga ministären i september 1841 och var 1846–1852 brittisk ambassadör i Paris. Han nödgades 1852 avgå i samband med sin konflikt med Palmerston om Louis Napoléons erkännande efter statskuppen den 2 december 1851. Som Englands sändebud i Florens 1854–1858 röjde han så starka österrikiska sympatier att han till sist återkallades.
Som författare gjorde han sig först bemärkt med ett novellistiskt arbete, The English in Italy (3 band, 1825) och skrev även några romaner med ämnen från den engelska aristokratins liv (Mathilda, 1825; Yes and No, 1828; The Contrast, 1832). Sina minnen från februarirevolutionen i Paris 1848 framlade han i några 1857 publicerade dagboksutdrag, A Year of Revolution, som invecklade honom i häftig polemik med Louis Blanc.